# زهير النوباني
زهير بشر مصطفى النوباني (6 فبراير 1951 -)، ممثل أردني. وأحد أشهر الممثلين الأردنيين لقب بـ «سيد الدراما البدوية». قدم ما يزيد عن 120 عملًا تلفزيونيًا، اشتهر خلالها بالأدوار الشريرة.  

## حياته
ولد في العاصمة الاردنية عمّان ثم انتقلت عائلته للعيش لبعض الوقت في إحدى القرى الفلسطينية بين نابلس و القدس تدعى ( قريوت )، حيث تعيش عائلة والدته ثم عاد لعمان و أمضى بقية طفولته في جبل عمان شارع المطران ثم انتقل مع أسرته التي استقرت في جبل القلعة ودرس في مدرسة الحسن البصري في جبل الجوفة وثم انتقل لمدرسة الأمير حسن ودرس المرحلة الثانوية في كلية الحسين، وبعدها بالجامعة الأردنية ليتخرج عام 1974.
من أهم أعماله في الدراما التليفزيونية: (صقور الصحراء) 1977، (شجرة الدر) 1979، (حدث في المعمورة) 1981، (القرار الصعب) 1992، (امرؤ القيس) 2002، (الطريق إلى كابول) 2004، (سلطانة) 2007، (ذيب السرايا) 2013.

## جوائز
شهادة الدكتوراه الفخرية من الأكاديمية البريطانية الدولية/ القاهرة. 

## أعمال شارك بها

### المسلسلات التلفزيونية
- بير الطي
- جروح
- السيف
- امرؤ القيس
- سلطانة
- دعاة على أبواب جهنم
- وضحا وابن عجلان
- راس غليص 2006
- العلم نور
- رأس غليص 1976
- اخر أيام اليمامة
- الضمير العربي
- ذي قار
- المرابطون والأندلس
- الطريق إلى كابول
- خالد بن الوليد
- وعد لزام
- رمال لا تموت
- الغريبة
- الظاهر بيبرس
- رسائل إلى العالم
- الطواحين
- سوق الألغاز
- الفرمان
- الفرداوي، بدور: جسّور.
- ذباح غليص، 2017، بدور منّاع
- ثار غليص، 2018، بدور منّاع
- جلطة، «2018-2020، 2022، 2023»، بدور: أبو فؤاد.

### مسلسلات خليجية
- مسلسل طاش ما طاش (السعودية)
- مسلسل سوالف دنيا (قطر)
- مسلسل زمن طناف (الإمارات)
- مسلسل وعد لزام (الكويت)
- مسلسل ذباح غليص 2017
- مسلسل عسى ما شر

### المسرحيات
- الحمار الراقص (مسرحية)
- رسالة من جبل النار (مسرحية)
- مدينة أبو الفضول (مسرحية)
- عطشان يا صبايا (مسرحية)
- البلاد طلبت أهلها (مسرحية)
- مواطن عربي (مسرحية)

### الدبلجة
قام بدوبلاج الصوت لشخصية أبو محجوب الأردنية التي ابتكرها الفنان عماد حجاج.

## روابط خارجية
- زهير النوباني على موقع قاعدة بيانات الأفلام العربية